# Hyltingeravinen
Hyltingeravinen este o arie protejată (arie specială de conservare — SAC, sit de importanță comunitară — SCI) din Suedia întinsă pe o suprafață de 7,8 ha, integral pe uscat.

## Localizare
Centrul sitului Hyltingeravinen este situat la coordonatele 59°05′24″N 16°48′54″E / 59.0899°N 16.815°E.

## Înființare
Situl Hyltingeravinen a fost declarat sit de importanță comunitară în iulie 2000 pentru a proteja 1 specie de animale. Situl a fost protejat și ca arie specială de conservare în martie 2011.

## Biodiversitate
Situată în ecoregiunea boreală, aria protejată conține 3 habitate naturale: Păduri caducifoliate de mlaștină fino-scandinave, Păduri pe pante, grohotișuri și ravene de Tilio-Acerion, Păduri caducifoliate bătrâne naturale hemiboreale fino-scandinave (Quercus, Tilia, Acer, Fraxinus sau Ulmus) bogate în specii epifite.
La baza desemnării sitului se află o specie protejată de  mamifere: vidră de râu (Lutra lutra).